# Garypus marmoratus
Garypus marmoratus är en spindeldjursart som beskrevs av Volker Mahnert 1982. Garypus marmoratus ingår i släktet Garypus och familjen gammelekklokrypare. Inga underarter finns listade i Catalogue of Life.